# Мост Уилкса Трэшера (Чаттануга)
Мост Уилкса Трэшера — мост через реку Теннесси в городе Чаттануга (штат Теннесси, США).

## Описание
Мост был открыт в 1955 году и пролегает по трассе 153 штата Теннесси через плотину Чикамауга, пересекающую реку Теннесси.
В конце 1930-х годов в рамках инициативы эпохи Нового курса, направленной на улучшение навигации и обеспечение контроля за наводнениями и экономического развития в долине Теннесси была построена плотина. Дамба наполняет озеро Чикамауга площадью 14 670 гектаров и впадает в озеро Никакак. Плотина и связанная с ней инфраструктура были включены в Национальный реестр исторических мест в 2017 году.
Плотина названа в честь Чикамауга, политически обособленного отделения чероки, чья главная деревня была расположена к северу от места плотины в XVIII веке. Название племени также было применено к нескольким ручьям в районе Чаттануги, а также к важной битве Гражданской войны в США и к песчаной отмели, существовавшей на месте плотины до его строительства.
К началу 2000-х годов бетон плотины пришёл в негодное состояние, вызванное химическими реакциями между составляющим его цементом и каменным заполнителем, что поставило под угрозу безопасность плотины и конструкцию моста. Проект стоимостью 375 миллионов долларов США по замене конструкций начался в 2003 году. Работы планировалось завершить к 2014 году. Однако работа была затруднена из-за нехватки средств из-за истощения Целевого фонда внутренних водных путей, который финансирует работу Инженерного корпуса армии США в области инфраструктуры речного судоходства. В рамках американского Закона о восстановлении и реинвестировании от 2009 года было выделено около 52 миллионов долларов дополнительного финансирования. К 2013 году было израсходовано 183 миллиона долларов, общая сметная стоимость проекта выросла до 693 миллионов долларов в результате задержек и увеличения затраты на строительные материалы, и дополнительные пять лет работы, по оценкам. Ожидается, что существующая конструкция останется безопасной для дальнейшего использования до 2023 года.